# هامانا-کو، هاماماتسو
هامانا-کو، هاماماتسو (به ژاپنی: 浜名区, Hamana-ku)، یکی از سه بخش/مناطق شهری ژاپن؛ هاماماتسو در استان شیزوئوکا در واقع در بخش میانی شهر است. با چو-کو، هاماماتسو، تنریو-کو، ایواتا، شیزوئوکا، کوسای، شیزوئوکا، تویوهاشی، آیچی و تویوهاشی، آیچی هم‌مرز است.